# 36782 Okauchitakashige
36782 Okauchitakashige è un asteroide della fascia principale. Scoperto nel 2000, presenta un'orbita caratterizzata da un semiasse maggiore pari a 2,6399911 UA e da un'eccentricità di 0,1863829, inclinata di 10,42064° rispetto all'eclittica.